# Гуйва (річка)
Гу́йва — річка в Україні, у межах Козятинського району Вінницької області та Бердичівського, Андрушівського і Житомирського районів Житомирської області. Права притока Тетерева (басейн Дніпра). 
Довжина Гуйви 97 км. Площа басейну 1 505 км². Похил річки 0,9 м/км. Річкова долина на значному протязі V-подібна, завширшки до 2 км. Заплава у верхів'ї заболочена. Річище звивисте, завширшки до 20 м, завглибшки пересічно 1,2 м. Стік зарегульовано ставками. Споруджено Андрушівське водосховище. Використовується на технічне водопостачання, зрошення, рибництво. 
Бере початок у селі Садки. Тече спочатку на північний схід, у середній течії на північ, у нижній течії (від м. Андрушівки) — на північний захід. Впадає до Тетерева навпроти південно-західної околиці Житомира/  

## Морфологічні параметри русла та характерні параметри витрат

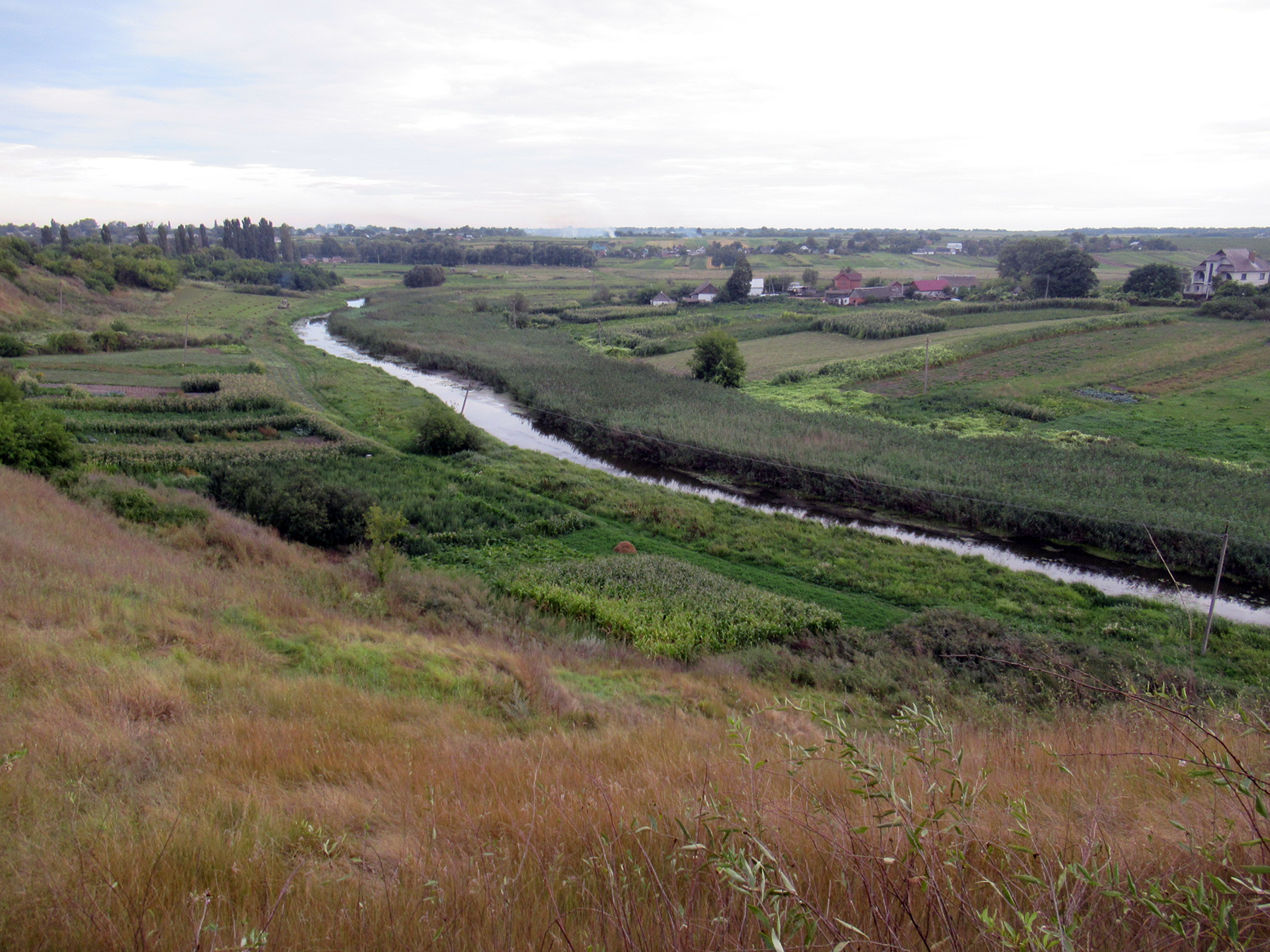
р. Гуйва між Старою і Новою Котельнею

Витрати води річки протягом 2016 року у с. Городківка змінювалися від 0,017 м³/с до 1,59 м³/с. При цьому, ширина річки змінювалася від 3,8 до 12,4 м; рівень води над нулем графіка – від 58 до 130 см, поперечний переріз (площа водотоку) – від 0,45 до 8,97 м²; середня глибина водотоку – 0,12-0,72 м; максимальна глибина – 0,17-0,92 м. Середня висота водозбору річки у Городківці – 250 м над рівнем моря, у Пісках – 240 м. 
Середньорічні витрати води річки в Городківці (площа водозбору 312 км²) за період 1940-2016 рр. змінювалася від 0,36 (1951 р.) до 1,95 м³/с (1982 р.) і в середньому становили 0,6 м³/с. У Пісках (площа водозбору 1150 км²) показники річних витрат води значно виші й за 1937-1977 рр. змінювалися від 1,1 (1954 р.) до 6,57 (1940 р.) при середній річній витраті 2,94 м³/с. 
Річний об'єм стоку річки Гуйва у Городківці змінювався від 11,4 млн. м³ (1951 р.) до 61,5 млн. м³ (1982 р.) при середньому багаторічному 19,65 млн. м³; у Пісках відповідно від 34,68 млн. м³ (1954 р.) до 207,2 млн. м³ (1940 р.) при середньому багаторічному 92,87 млн. м³. 
Середній річний модуль стоку води з верхньої площі басейну Гуйви у Городківці змінювався від 1,15 л/с км² (1951 р.) до 6,25 л/с км² (1982 р.) при середньому багаторічному 3,06 л/с км². У Пісках ці параметри нижчі й відповідно становили: 0,76 л/с км² (1954 р.), 5,21 л/с км² (1970 р.), 2,22 л/с км². Шар стоку води за рік у Городківці змінювався від 36 мм (1951 р.) до 197 мм (1982 р.) при середньому багаторічному 96,5 мм; у Пісках відповідно: 24 мм (1854 р.), 142 мм (1940 р.), 67,4 мм.
Стік Гуйви за фазами водного режиму для Городківки за 1939-1976 рр. має наступний розподіл: зимова межень 22,4 % стоку, весняна повінь - 50,3 %, літня межень – 13,0 %, осінь – 14,2 % при середній річній витраті – 0,68 м³/с. За період 1977-2010 рр. стік у цьому пункті відповідно розподіляється: 23,0 %, 40,0 %, 20,3 % та 16,6 % при зростанні середньої річної витрати до 0,92 м³/с. Після повного врегулювання стоку зменшилася частка стоку у весняну повінь з 52-55 % до 40% та зросли витрати у літню межень з 13 до 20 % і восени з 14 до 16 %.
Водний стік Гуйви за фазами водного режиму для Пісків за 1937-1976 рр. є таким: за період зимової межені 22,2 % стоку, весняної повені - 54,9 %, літної межені – 11,7 %, осені – 12,1 % при середній річній витраті 2,94 м³/с. 
Найбільший середньорічний змив ґрунтів з території басейну спостерігається в травні (220 г/с), червні (140 г/с), липні (50 г/с), найменший – у жовтні (0,4 г/с). За роки досліджень максимальний змив ґрунтів в басейні Гуйви складав 820 г/с.
Середня мутність води річки Гуйва змінювалася від 0,94 г/м³ до 42 г/м³, максимальна – до 300 г/м³. Мутність води різко зростає при проходженні дощових паводків. Найменша мутність води спостерігається зимою та в період літньої межені.
Забір і використання води в басейні Гуйви з 1999 по 2015 рр. змінювалося від 2,965 млн. м³ на рік у 2000 р. до 12,35 млн. м³ у 2009 р. В окремі роки загальний водозабір становив: 1999 р. – 4,465 млн. м³; 2001 – 4,533 млн. м³; 2004 – 3,698 млн. м³; 2005 – 3,059 млн. м³;  2006 – 5,588 млн. м³; 2008 – 6,482 млн. м³; 2012 – 11,87 млн. м³; 2014 – 11,94 млн. м³; 2015 р. – 4,464 млн. м³ . 65-33 % забраної води використовували у комунальному господарстві, до 40 % - у промисловості, 10-23 % - у сільському господарстві, частково – у риборозведенні.
Основні підприємства забруднювачі води басейну Гуйви: БУ № 3 Житомирської КЕЧ району, смт Озерне; військова частина В/ч А-2038 смт Озерне; ДП „Коростишівський спирткомбінат”, дільниця № . Андрушівка. Щороку у басейн Гуйви скидалося від 1,339 (2000 р.) до 10, 14 (2011) млн. м3 зворотних вод.

## Сольовий склад та мінералізація води
Мінералізація води у річці Гуйва (м. Житомир) змінювалась від 279,8 мг/дм³ (28.03.2010 р.) до 780,7 мг/дм³ (10.02.1971 р.) при усередненому значенні 497,75 мг/дм³ (табл. 1). 

Таблиця 1. Статистичні характеристики кількісної і якісної мінливості хімічного складу природної води річки Гуйва
| Показники                               | Середнє значення | Станд. похибка | Станд. відхил. | Мінім. значення | Макс. значення | Рівень надійності (95%) |
| р. Гуйва – м. Житомир, 134 аналізи води |                  |                |                |                 |                |                         |
| НСО3-, мг/дм³                           | 282,62           | 4,83           | 55,93          | 168,00          | 430,00         | 9,55                    |
| Cl,- мг/дм³                             | 43,17            | 1,26           | 14,64          | 6,70            | 87,60          | 2,50                    |
| SO42-, мг/дм³                           | 41,88            | 1,76           | 20,43          | 7,30            | 130,50         | 4,49                    |
| СО32-, мг/дм³                           | 0,51             | 0,17           | 1,86           | 0               | 15,00          | 0,34                    |
| Ca2+, мг/дм³                            | 76,56            | 1,17           | 13,51          | 46,90           | 112,00         | 2,31                    |
| Mg2+, мг/дм³                            | 19,57            | 0,67           | 7,85           | 3,60            | 44,50          | 1,34                    |
| Na+, мг/дм³                             | 30,66            | 1,15           | 13,37          | 3,20            | 91,80          | 2,26                    |
| K+, мг/дм³                              | 4,76             | 0,22           | 1,94           | 2,30            | 12,00          | 0,44                    |
| М., мг/дм³                              | 497,75           | 8,75           | 101,35         | 279,80          | 782,20         | 17,31                   |
| рН, од.                                 | 7,59             | 0,05           | 0,57           | 6,40            | 8,70           | 0,10                    |
| Відсотковий уміст інгредієнтів          |                  |                |                |                 |                |                         |
| СО32-, %-екв                            | 0,22             | 0,08           | 0,91           | 0               | 8,30           | 0,15                    |
| НСО3-, %-екв                            | 69,14            | 0,51           | 5,88           | 52,11           | 90,78          | 1,00                    |
| Cl,- , %-екв                            | 18,00            | 0,42           | 4,82           | 5,11            | 29,94          | 0,82                    |
| SO42-, %-екв                            | 12,64            | 0,38           | 4,45           | 3,23            | 27,50          | 0,76                    |
| Ca2+, %-екв                             | 57,51            | 0,57           | 6,64           | 42,15           | 73,49          | 1,13                    |
| Mg2+, %-екв                             | 23,55            | 0,53           | 6,17           | 4,06            | 39,90          | 1,05                    |
| Na+, %-екв                              | 17,87            | 0,52           | 6,03           | 3,46            | 43,65          | 1,03                    |
| K+, %-екв                               | 1,06             | 0,08           | 1,02           | 0               | 4,87           | 0,17                    |

Концентрація переважаючого гідрокарбонату змінювалася від 168,0 мг/дм³ (28.03.2010 р.) до 430 мг/дм³ (17.11.1997 р.) при середньому значенні 282,6 мг/дм³, що складає 69,1 % від суми аніонів (табл. 1). 
Уміст переважаючого катіона кальцію змінювався від 46,9 мг/дм³ (28.03.2010 р.) до 112,0  (10.11.1969 р.) при середньому 76,56 мг/дм³, що складає в середньому 57,51 % від суми катіонів (табл. 1). 
Концентрація сульфатів у воді Гуйви змінювалася від 7,3 мг/дм³ (19.07.1946 р.) до 130,0 мг/дм³ (10.02.1971 р.), при середньоарифметичному значенні – 41,88 мг/дм³ (1 категорія якості).
Амплітуда коливання концентрації хлору у воді річки змінювалась від 6,7 мг/дм³ (19.07.1946 р.) до 87,6 мг/дм³ (31.05.1977 р.) при середньоарифметичному значенні – 43,17 мг/дм³ (табл. 1). Середнє значення відповідає 3 категорії якості води за сольовим складом. У жодній із проаналізованих проб води не виявлено перевищення ГДК для водойм рибогосподарського призначення за хлоридами (300 мг/дм³).
Уміст магнію у воді річки змінювався від 3,6 мг/дм³ (18.08.1970 р.) до 44,5 мг/дм³ (10.02.1971 р.) при середньоарифметичному значенні 19,57 мг/дм³ (табл. 1). Зафіксовано 5 значень (з 134) концентрації магнію вищих за ГДК для водойм рибогосподарського призначення (40 мг/дм³), що складає лише 3,6 % від усієї вибірки.
Уміст натрію у воді Гуйви змінювався від 3,2 мг/дм³ (19.07.1946р.) до 71,8 мг/дм³ (19.12.1977 р.) при середньому значенні – 30,66 мг/дм³ (табл. 1). У жодній з проаналізованих проб води уміст натрію не перевищував ГДК для водойм рибогосподарського призначення (120 мг/дм³). Слід зазначити, що до 1997 р. у воді Гуйви натрій визначали спільно з калієм.
Калій у воді Гуйви почали визначати окремо від натрію з 1974 р. Його концентрація у вибірці з 79 значень змінювалася від 2,3 мг/дм³ (12.02.1974 р.) до 12,0 мг/дм³ (8.09.2015 р.) при середньому значенні 4,76 мг/дм³.
Узагальнені результати зміни середньоарифметичної мінералізації й концентрації головних іонів у воді Гуйви за окремі коротші періоди досліджень приведено у табл. 2. Аналіз даних  свідчить про стабільність загальної мінералізації протягом 1967-2015 рр. Проте в 1946-1948 рр. вона була значно нижчою. Значення у окремі відрізки часу змінювалися від 331,08 мг/дм³ за 1946-1948 рр. до 517,68 мг/дм³ за 2011-2015 рр. Різниця між найбільшою та найменшою мінералізацією за ці періоди досліджень становила 186,6 мг/дм³ або 56,36 % і може бути охарактеризована як дуже значна. 

Таблиця 2. Середньоарифметичний уміст головних іонів і мінералізації води р. Гуйва – м. Житомир за різні більш короткі періоди спостережень, мг/дм³
| Інгредієнти            | 1946- 1948 | 1967- 1970 | 1971- 1977 | 1997- 2000 | 2001- 2010 | 2011- 2015 |
| СО3-                   | -          | 0          | 0,94       | 0,78       | 0,13       | 0,33       |
| НСОз-                  | 220,87     | 288,09     | 279,72     | 299,14     | 276,77     | 284,58     |
| SO42-                  | 16,13      | 43,18      | 42,94      | 38,67      | 41,35      | 47,26      |
| СІ-                    | 13,80      | 39,59      | 46,18      | 40,96      | 42,99      | 49,36      |
| Са2+                   | 61,50      | 83,10      | 76,26      | 74,03      | 76,04      | 76,19      |
| Mg2+                   | 12,47      | 12,88      | 19,15      | 25,22      | 19,90      | 22,36      |
| Na+ + K+               | 6,27       | 37,80      | 35,37      | 25,48      | 26,46      | 31,33      |
| К+                     | -          |            | -          | 3,93       | 4,61       | 5,98       |
| Заг. мін.              | 331,03     | 505,08     | 500,48     | 508,22     | 488,24     | 517,68     |
| Жорсткість, мг-екв/дм3 | 4,1        | 5,22       | 5,39       | 5,78       | 5,44       | 5,65       |
| рН, од.                | -          | 6,62       | 7,53       | 7,84       | 7,71       | 7,92       |

За іонним складом вода річки належала до гідрокарбонатного класу, кальцієвої групи, другого типу, другої категорії якості, що відповідає співвідношенню: HCO3- ≤ Ca2++Mg2+≤ HCO3-+SO42+.
За забрудненням компонентами сольового складу хлором і сульфатами вода Гуйви належала до 3 та 1 категорії якості відповідно.
Відмічено поступове зростання у хімічному складі води річки сульфатів (протягом усього періоду досліджень) та хлоридів (до 2010 р.). За забрудненням сульфатами вода Гуйви у всі роки досліджень належала до 1 категорії якості (к. я.), а за забрудненням хлоридами  у 1946-1948 рр. – до 1 к. я., у 1967-2015 рр. – до 3 к.я.
За  загальною мінералізацією вода річки в 1946-1948, 2001-2010 рр. належала до 1 к.я., у 1967-1977, 1997-2000, 2011-2015 рр. – до 2 к.я.

## Якість води за еколого-санітарними показниками
Уміст зважених часток у воді Гуйви коливався від 2,6 мг/дм³ (16.10.1968 р.) до 145,6 (25.08.1976 р.) мг/дм³ (табл. 3), що відповідало 1-7 к. я., тобто вода змінювалася в діапазоні від чистої до дуже брудної. Слід зазначити, що лише в 3 побах з 127 уміст зважених часток вищий за 7 к. я. (100 мг/дм³), що складає 2,3 % усієї вибірки. Найвищі показники забруднення води зваженими частками, що перевищували встановлені ГДК для водойм рибогосподарського призначення в 3-7 раз і більше. припадають на період 1967-1976 р. 
Таблиця 3. Статистичні характеристики кількісної і якісної мінливості трофо-сапробіологічних показників у воді річки Гуйви
| Показники               | Середнє значення | Станд. похибка | Станд. відхил. | Мінім. значення | Макс. значення | Рівень надійності (95%) |
| t води при відборі проб | 12,02            | 0,71           | 8,23           | 0               | 27,2           | 1,41                    |
| Жорсткість, мг-екв/дм3  | 5,80             | 0,16           | 1,82           | 3,35            | 14,58          | 0,31                    |
| рН, од                  | 7,59             | 0,05           | 0,57           | 6,40            | 8,70           | 0,10                    |
| СО2                     | 7,08             | 0,33           | 3,68           | 0               | 15,80          | 0,66                    |
| Si                      | 3,64             | 0,14           | 1,37           | 1,1             | 8,0            | 0,27                    |
| N-NO2-                  | 0,053            | 0,007          | 0,081          | 0               | 0,500          | 0,014                   |
| N-NO3-                  | 1,903            | 0,311          | 3,281          | 0               | 22,43          | 0,617                   |
| N-NH4+                  | 0,651            | 0,062          | 0,707          | 0,02            | 4,73           | 0,122                   |
| Фосфати                 | 0,124            | 0,013          | 0,132          | 0               | 0,710          | 0,026                   |
| Р, загальний            | 0,189            | 0,018          | 0,153          | 0,012           | 0,780          | 0,037                   |
| О2,мг/дм3               | 9,82             | 0,22           | 2,54           | 0,70            | 16,90          | 0,44                    |
| О2, % насичення         | 87,01            | 1,78           | 20,35          | 37,72           | 166,00         | 3,53                    |
| Кольоровість, град      | 31,98            | 1,31           | 13,62          | 7,80            | 90,00          | 2,60                    |
| Прозорість, см          | 23,93            | 0,56           | 4,58           | 3,6             | 34             | 1,13                    |
| Зважені речовини        | 20,46            | 1,96           | 22,00          | 1,80            | 145,90         | 3,89                    |
| Запах, бали             | 1,56             | 0,22           | 2,02           | 0               | 5              | 0,44                    |
| ПО, мгО/дм3             | 9,39             | 0,50           | 4,65           | 2,60            | 28,80          | 1,00                    |
| БО, мгО/дм3             | 27,97            | 1,36           | 10,54          | 8,40            | 60,80          | 2,72                    |
| БСК5, мгО2/дм3          | 5,45             | 0,35           | 3,98           | 0,48            | 26,50          | 0,69                    |
| ХСК, мгО2/дм3           | 22,26            | 1,39           | 6,67           | 14,00           | 34,00          | 2,89                    |
| Витрата води, м3/с      | 2,42             | 0,51           | 3,22           | 0,30            | 13,80          | 1,04                    |
| V, м/с                  | 0,25             | 0,02           | 0,11           | 0,10            | 0,49           | 0,04                    |
| ІЗВ, од                 | 2,61             | 0,18           | 2,00           | 0,40            | 13,28          | 0,35                    |

За усередненою реакцією водного середовища (рН = 7,59) вода Гуйви належить до слабо лужної, а граничні рівні за час досліджень змінювалися від 6,40 (14.09.1968 р.) до 8,7 (20.05.1997 р.). Полігон розподілу значень величини рН (їх 124) свідчить, що 25,8 % проб води (32 значення вибірки) мали рН у межах  7,7-8,0 (2 к.я), 19,35 % (24 значення) - 8,0-8,3 (3-4 к.я), 15,3 % (19 значень) - 7,4-7,7 (1-2 к.я), 12,9 % (16 значень)- 6,5-6,8 (3-4 к.я), 11,29 % (14 значень) - 6,8-7,1 (1-2 к.я), що в сумі складає 84,64 %. 
ГДК рН для водойм рибогосподарського, господарсько-побутового, питного призначення 6,5-8,5.  Поріг ГДК перевищено лише в 4 пробах води річки, що складає лише 3,22 %.
За фазами водного режиму величина рН у воді р. Гуйва – м. Житомир не мала значних відхилень, але найменшою була у літню повінь (7,47, 1 к.я.), найвищою – весняну повінь (7,68 од., 2 к. я.).
Уміст кисню у воді річки коливався від 0,74 (15.07.2001 р.) до 16,90 (15.01.2004 р.) мгО2/дм3 при середньому значенні 9,82 мг/дм3. За цим показником вода у різні періоди досліджень належала як до дуже чистої, так і дуже брудної. 
При цьому, 2 проби з 131 або 1,52 % мали вміст кисню нижчий ГДК для водойм господарсько-побутового призначення (≤4 мг/дм3), а 9 проб або 6,87 % - менше ГДК для водойм рибогосподарського призначення (менше 6 мгО2/дм3). 
Насичення води річки киснем змінювалося від 7,7 до 166 % при середньому значенні 87 %.

Таблиця 4. Середній уміст трофо-сапробіологічних показників у воді річки Гуйви за певні періоди спостережень, мг/дм3
| Інгредієнти             | 1946-1948 | 1967-1970 | 1971-1977 | 1997-2000 | 2001-2010 | 2011-2015 |
| t води при відборі проб | 14,57     | 16,28     | 12,60     | 11,96     | 8,62      | 12,62     |
| Жорсткість, мг-екв/дм3  | 4,10      | 5,22      | 5,39      | 5,78      | 5,44      | 5,65      |
| рН, од                  | -         | 6,62      | 7,58      | 7,84      | 7,71      | 7,92      |
| СО2                     | -         | 8,11      | 7,53      | 6,99      | 6,30      | 6,98      |
| Si                      | -         | 3,90      | 3,64      | 3,34      | 3,69      | 3,63      |
| N-NO2-                  | 0,001     | 0,124     | 0,042     | 0,042     | 0,035     | 0,050     |
| N-NO3-                  | 0,08      | 0,170     | 0,409     | 1,792     | 3,300     | 2,593     |
| N-NH4+                  | -         | 1,023     | 0,866     | 0,550     | 0,400     | 0,465     |
| Фосфати                 | -         | 0,179     | 0,112     | 0,069     | 0,169     | 0,108     |
| Р, загальний            | -         | 0,232     | 0,155     | 0,141     | 0,235     | 0,166     |
| О2,мг/дм3               | -         | 8,72      | 9,13      | 9,73      | 9,24      | 10,04     |
| О2, % насичення         | -         | 83,33     | 81,27     | 86,30     | 82,74     | 91,17     |
| Кольоровість, град      | -         | 49,30     | 37,76     | 26,32     | 25,00     | 23,44     |
| Прозорість, см          | -         | 12,50     | 18,00     | 23,67     | 24,52     | 24,77     |
| Зважені речовини        | -         | 31,35     | 29,22     | 12,31     | 17,03     | 14,21     |
| Запах, бали             | -         | 4,53      | 3,28      | 0,65      | -         | -         |
| ПО, мгО/дм3             | -         | 11,56     | 11,69     | 8,17      | 5,27      | 4,05      |
| БО, мгО/дм3             | -         | -         | -         | 18,18     | 30,36     | 30,94     |
| БСК5, мгО2/дм3          | -         | 7,03      | 5,17      | 6,31      | 4,96      | 4,23      |
| ХСК, мгО2/дм3           | -         | -         | -         | 14,96     | 26,36     | 25,33     |
| Витрата води, м3/с      | -         | 0,92      | 2,97      | -         | -         | -         |
| ІЗВ, од                 | -         | 3,93      | 2,51      | 2,29      | 2,44      | 2,10      |

Перманганатна окиснюваність у воді Гуйви змінювалася від 2,6 (8.11.2014 р.) до 28,8 (12.08.1975 р.) при середній 9,39 мгО2/дм3, що відповідає дуже широкому діапазону  1-7 категорії якості, тобто дуже чисті – дуже брудні органічними речовинами: за середнім значенням – слабко забруднені легко окиснюваними органічними речовинами а також, частково, гумусними сполуками. За фазами водного режиму найбільшим забруднення води було в літню межень (5 к.я.), а найчистішим – у весняну повінь (4 к.я.). В часі, забруднення вод легко окиснюваними органічними речовинами, найвищим було в 1971-1977 рр. (5 к.я.) і надалі знижувалося до 4,05 мгО2/дм3 у 2011-2015 рр. (табл. 4, 2 к.я.).
Біхроматна окиснюваність води річки змінювалася від 14,0 мгО2/дм3 (17.11.1997 р.) до 60,8 (19.08.2015 р.) при середній 27,97 мгО2/дм3, що відповідає дуже широкому діапазону 2-7, тобто чисті – дуже брудні як легко, так і важко окиснюваними органічними речовинами: за середньоарифметичним значенням – слабко забруднені як легко, так і важко окиснюваними органічними речовинами [39]. За фазами водного режиму найвище забруднення води Гуйви як легко, так і важко окиснюваними органічними речовинами було в зимову межень (5 к.я.), найнижчим – весняну повінь (4 к.я.), у часі забруднення вод річки цими органічними речовинами - зростає. 
Біохімічне споживання кисню протягом 5 діб (оцінювання вмісту органічних речовин) у воді Гуйви змінювалося від 0,48 (30.09.1969 р.) до 26,5 (31.05.1977 р.) мгО2/дм3 (рис. 3.13, табл. 3), що відповідало 1-7 категорії якості. При цьому, в 71,8 % проб води БСК5 перевищувало ГДК для водойм господарсько-побутового призначення (3 мгО/дм3). За фазами водного режиму найвищий уміст органічних речовин у воді річки був восени, найнижчим – в зимову межень, але за екологічним нормативом вода у всі фази водногорежиму належала до 5 к.я. За середніми значеннями БСК5 в кортші періоди досліджень вода річки в 1967-1970 рр. належала до 6 к.я., у всі інші періоди – до 5 к.я. (табл. 4).
Концентрація амонійного азоту у воді Гуйви змінювалася від 0,02 (2.03.1977 р.) до 4,73 (1.07.1975 р.) при середньому значенні 0,651 мгN/дм3 (табл. 3, 5 к.я.). В 61,4 % проб концентрація амонію перевищувала ГДК для водойм рибогосподарського призначення (0,39 мгN/дм3). За фазами водного режиму найвищий уміст амонійного азоту у воді Гуйви відмічали восени, найнижчий – в зимову межень (табл. 3). але вода за цим показником у всі фази водного режиму належала до 5 к.я. – помірно забруднена. За середніми концентраціями амонійного азоту вода Гуйви у 1967-1970 рр. належала до 6 к.я., у 1971-1977, 1997-1999 рр. – до 5, у 2001-2015 рр. – до 4 к.я. 
Уміст нітритного азоту коливався від 0 (6,72 % проб) до 0,5  (19.11.1969 р.) при середньому значенні 0,053 мгN/дм3. При цьому, в 62,7 % проб води уміст нітритного азоту перевищував ГДК для водойм рибогосподарського призначення (0,002 мгN/дм3), а 8,95 % проб відповідали стану дуже брудні (уміст більше 0,1 мгN/дм3). За фазами водного режиму найвищою концентрація нітритного азоту була восени (6 к.я.), найнижчою – в зимову межень (5 к.я.). За коротші відрізки часу концентрація нітритного азоту була найвищою у воді р. Гуйви в 1967-1970 рр. і належала до 7 к.я., у 1971-1977, 1997-2015 рр. – до 5 к.я. (табл. 4).
Концентрація нітратного азоту змінювалася від 0 (7,2 % проб) до 22,43 (25.03.2003 р.) (рис. 3.14) при середній 1,903 мгN/дм3, що відповідає 6 к.я. В 21,6 % проб води уміст нітратного азоту перевищував рівень 7 к. я. (2,5 мгN/дм3, вода дуже брудна). У двох пробах із 111 уміст нітратного азоту у воді Гуйви перевищував ГДК для водойм питного призначення за (ДСанПіН 2.2.4-171-10). За фазами водного режиму концентрація N-NO3- найвищою була у весняну повінь (7 к. я.), найнижчою – в зимову межень (6 к. я). За середніми значеннями вмісту нітратного азоту вода Гуйви у 1997-2000 рр. належала до 6 к.я, 2001-2015 рр. – до 7 дуже брудної, у1946-1950 та 1967-1970 рр. – до 1, у 1971-1977 рр. – до 3 к.я. (табл. 4).
Концентрація мінерального фосфору у воді Гуйви змінювалася від 0 (14.09.1968 р.) до 0,71 (18.09.2005 р.) при середній 0,124 мгР/дм3. В 11,76 % проб води уміст фосфатів перевищував рівень 7 к. я. (0,3 мгР/дм3, вода дуже брудна). За фазами водного режиму концентрація фосфатів у воді річки найвища восени (5 к. я.), найнижча – влітку (4 к. я.). За середніми концентраціями мінерального фосфору вода Гуйви в 1967-1970, 1997-2015 рр. належала до 5 к.я., у 1971-1977 рр. – до 4 к.я. 
Уміст загального розчинного фосфору у воді Гуйви змінювався від 0,012 (7.07.1999 р.) до 0,84 мг/дм3 (15.10.1968 р.) при середньому значенні 0,188 мг/дм3. За фазами водного режиму найвищий уміст загального розчиненого фосфору фіксували восени (0,229 мг/дм3), а найнижчий – у літню межень (0,154 мг/дм3).
Оцінювання якості води за специфічними речовинами токсичної дії [1]
Уміст нафтопродуктів у воді Гуйви змінювався від 0 (10,85 % проб вибірки) до 1,68 (26.04.1998 р.) при середньому значенні 0,126 мг/дм3 (табл. 5). 

Таблиця 5. Кількісна й якісна мінливість специфічних показників токсичної дії у воді р. Гуйви
| Показ-ники | Середнє значення | Станд. похибка | Станд. відхилення | Мінім. значення | Макс. значення | Рівень надійності (95%) |
| НП         | 0,126            | 0,015          | 0,173             | 0               | 1,680          | 0,030                   |
| Феноли     | 0,0052           | 0,0008         | 0,0010            | 0               | 0,006          | 0,0017                  |
| СПАР       | 0,0135           | 0,002          | 0,013             | 0               | 0,040          | 0,0033                  |
| Fe, заг    | 0,281            | 0,031          | 0,308             | 0               | 2,010          | 0,061                   |
| Cu2+       | 0,0045           | 0,0007         | 0,0062            | 0               | 0,0272         | 0,0013                  |
| Zn2+       | 0,0284           | 0,0083         | 0,0757            | 0               | 0,664          | 0,0165                  |
| Cd         | 0,0042           | 0,0025         | 0,0089            | 0               | 0,0320         | 0,0013                  |
| Cr6+       | 0,0049           | 0,0004         | 0,0034            | 0               | 0,0167         | 0,0009                  |
| Mn2+       | 0,0360           | 0,0027         | 0,0237            | 0               | 0,1250         | 0,055                   |
| Ni2+       | 0,0036           | 0,0010         | 0,0057            | 0               | 0,031          | 0,0021                  |
| Pb2+       | 0,0149           | 0,0030         | 0,0109            | 0               | 0,029          | 0,0066                  |
| F          | 0,2650           | 0,0125         | 0,0561            | 0,18            | 0,45           | 0,0263                  |
| ІЗВ        | 2,61             | 0,18           | 2,00              | 0,40            | 13,28          | 0,35                    |

За період досліджень 59,14 % проб води перевищували ГДК для водойм рибогосподарського призначення (0,05 мг/дм3), 42,6 % - ГДК водойм для питного призначення (0,1 мг/дм3), 3,9 % - ГДК для водойм господарсько-побутового використання (0,3 мг/дм3). Найзабрудненішою за фазами водного режиму вода Гуйви була у весняну повінь (5 к. я.), найчистішою – восени (4 к. я., табл. 6). Крім того, у всі фази водного режиму уміст нафтопродуктів у воді  річки перевищував ГДК для водойм рибогосподарського й питного (крім осені) призначення. Загалом забруднення води Гуйви нафтопродуктами в Житомирі є стійким та високим.
За середнім умістом вода Гуйви найзабрудненішою нафтопродуктами була у 1971-1977 рр. (0,2235 мг/дм3, табл. 7) і належала до 6 к. я. (брудна), у 1967-1970, 1997-2000 рр. – до 5 к. я., у 2001-2015 рр. - до 3 к. я.
Таблиця 6. Мінливість специфічних показників токсичної дії у воді р. Гуйви – м. Житомир за фазами водного режиму
| Показ-ники | Зимова межень | Весняна повінь | Літня межень | Осінь  | ДСанПіН 2.2.4-171-10 |
| НП         | 0,1163        | 0,1478         | 0,1373       | 0,0948 | ≤ 0,1                |
| Феноли     | 0,0070        | 0,0055         | 0,0030       | 0,0050 | ≤ 0,001              |
| СПАР       | 0,0108        | 0,0143         | 0,0106       | 0,0163 | ≤ 0,5                |
| Fe, заг    | 0,197         | 0,339          | 0,173        | 0,343  | ≤ 0,2                |
| Cu2+       | 0,0045        | 0,050          | 0,0038       | 0,0044 | ≤ 1,0                |
| Zn2+       | 0,0301        | 0,0221         | 0,0578       | 0,0119 | ≤ 1,0                |
| Cd         | 0,0002        | 0,0020         | 0,0162       | 0,0019 |                      |
| Cr6+       | 0,0046        | 0,0052         | 0,0061       | 0,0041 |                      |
| Mn2+       | 0,0462        | 0,0365         | 0,0285       | 0,0314 | ≤ 0,05               |
| Ni2+       | 0,0043        | 0,0028         | 0,0019       | 0,0057 | ≤ 0,02               |
| Pb2+       | 0,0020        | 0,0152         | 0,0093       | 0,0194 | ≤ 0,01               |
| F          | 0,237         | 0,284          | 0,255        | 0,256  | ≤ 0,7                |
| ІЗВ        | 2,46          | 2,65           | 2,46         | 2,77   |                      |

СПАР. Забруднення вод Гуйви СПАР змінювалося від 0 (18.04.2004 р.) до 0,04 (19.04.2004 р.) мг/дм3. При цьому, в жодній з проб не виявлено перевищення ГДК для водойм рибогосподарського призначення (0,2 мг/дм3). За фазами водного режиму найзабрудненішою СПАР вода Гуйви була восени (3 к. я.), найчистішою – у зимову межень (3 к. я., табл. 6). Вода Гуйви за середньоарифметичними значеннями СПАР (табл. 7) у всі періоди досліджень належала до 3 к. я. 
Феноли. Уміст фенолів у воді Гуйви змінювався від 0 (15,5 % проб) до 0,060 мг/дм3 (14.02.2000 р.), що перевищувало ГДК для водойм рибогосподарського призначення у 60 разів. У 76,2 % проб води уміст фенолів перевищував ГДК для водойм рибогосподарського призначення (0,001 мг/дм3). Забруднення води річки фенолами можна оцінити як стійке й високе. За фазами водного режиму найзабрудненішою фенолами вода Гуйви була у зимову межень (6 к. я.), найчистішою – у літню межень (5 к. я., табл. 6).
Середні значення концентрації фенолів найвищими були у 1967-1970 рр. і вода річки належала до 6 к. я., у 1971-1977, 1997-2000 рр. – до 5, у 2001-2015 рр.  – до 6 к. я. 
Таблиця 7. Середньоарифметичний уміст специфічних речовин токсичної дії у воді р. Гуйва за різні періоди досліджень, мг/дм3
| Інгредієнти | 1946-1948 | 1967-1970 | 1971-1977 | 1997-2000 | 2001-2010 | 2011-2015 |
| НП          | -         | 0,1630    | 0,2235    | 0,1847    | 0,0363    | 0,0375    |
| Феноли      | -         | 0,0080    | 0,0024    | 0,0028    | 0,0079    | 0,0055    |
| СПАР        | -         | -         | -         | 0,0150    | 0,0117    | 0,0167    |
| F           | -         | 0,298     | 0,257     | 0,210     | 0,250     | 0,250     |
| Fe, заг     | 0,15      | 0,79      | 0,395     | 0,290     | 0,198     | 0,136     |
| Cu2+        | -         | 0,0019    | 0,0010    | 0,0088    | 0,0036    | 0,0056    |
| Zn2+        | -         | 0,0024    | 0,0059    | 0,0787    | 0,0204    | 0,0140    |
| Cd          | -         | -         | -         | 0,0001    | 0,00018   | 0,0087    |
| Cr6+        | -         | -         | -         | 0,0038    | 0,0058    | 0,0046    |
| Mn2+        | -         | 0,0444    | 0,0332    | 0,0423    | 0,0350    | 0,0312    |
| Ni2+        | -         | -         | -         | 0,0046    | 0,0041    | 0,0014    |
| Pb2+        | -         | -         | -         | 0,007     | 0,0071    | 0,0240    |
| ІЗВ         | -         | 3,93      | 2,51      | 2,29      | 2,44      | 2,10      |

Уміст фторидів у воді Гуйви змінювався від 0,18 (13.12.1999 р.) до 0,45 (20.04.1967 р.) мг/дм3 при середньоарифметичному значенні 0,265 мг/дм3, що відповідає 5 категорії якості. В жодній з проб води уміст фторидів не перевищував ГДК для питної води (0,7 мг/дм3). За середньоарифметичними показниками вмісту фторидів вода річки у всі періоди досліджень та у всі фази водного режиму належала до 5 категорії якості.
Важкі метали. Залізо. Уміст загального заліза у воді Гуйви високий і змінюється у значних межах від 0 (20.02.1972 р., 13.06.1972 р.) до 2,01 (17.11.1997 р., 6 к. я.) мг/дм3 при середньому значенні 0,281 мг/дм3 (4 категорія якості – слабко забруднена). У 69,8 % проб води уміст заліза перевищував ГДК для водойм рибогосподарського призначення (0,1 мг/дм3), у 48,0 % проб – ГДК для водойм питного водопостачання (0,2) і в 31,2 % проб – ГДК для водойм господарсько-побутового призначення (0,3 мг/дм3). За фазами водного режиму найвище забруднення води Гуйви загальним залізом було восени (0,343 мг/дм3), найнижчим – у літню межень (0,173 мг/дм3, табл. 6), але ці концентрації належать до 4 категорії якості. За середньоарифметичним умістом заліза (табл. 7) вода річки у 1967-1970 р. належала до 5 к.я., у всі пізніші періоди досліджень та в 1946-1950 рр. – до 4 к. я. – слабо забруднена.
Цинк. Концентрації цинку у воді річки змінювались від 0 (4.05.1968 р.) до 0,664 (7.07.1997 р.) при серередньому значенні 0,028 мг/дм3 (4.к. я., табл. 5). При цьому, 54,4 % проб води мали уміст цинку, що перевищує ГДК для водойм рибогосподарського призначення (0,01 мг/дм3), а 30,9 % проб – перевищували граничну межу 3 категорії екологічної оцінки, тобто слабо забруднені – брудні. В жодній з проб не виявлено концентрації цинку (як і міді), що перевищувала ГДК для водойм господарсько-побутового й питного призначення (1,0 мг/дм3). За фазами водного режиму уміст цинку був найбільшим у літню межень (0,0578 мг/дм3, 5 к. я.), найнижчим – восени (0,0119 мг/дм3, 2 к. я.). За середніми значеннями вмісту цинку (табл. 7) воду характеризували у 1967-1977 рр. як дуже чисту (перша к. я.), у 1997-1999 рр. – помірно забруднена (5 к. я.) у 2001-2010 рр. – 4 к.я., у 2011-2015 рр. – 2 к. я.
Мідь. Уміст міді у воді Гуйви коливався в межах від 0 (14,1 % проб) до 0,0272 (12.06.1997 р.) при середньому значенні 0,0045 мг/дм3. У 72,9 % проб води уміст міді перевищував ГДК для водойм рибогосподарського призначення (0,001 мг/дм3). За фазами водного режиму найвище забруднення води Гуйви  міддю було у весняну повінь (0,0050 мг/дм3), найнижчим – у літню межень (0,0038 мг/дм3, табл. 6), але ці концентрації належать до 4 категорії якості. Середні значення вмісту міді у воді свідчать про слабку забрудненість у 1997-2015 рр. (4 к. я.) та досить чисті (3 к. я.) у 1967-1970 рр. й чисті (2 к. я.) – у 1971-1977 рр. (табл. 7).
Нікель. Уміст нікелю у воді річки змінювався від 0 (20.04.2001 р., 15.04.2007 р., 16.04.2009 р., 25.07.2012 р.) до 0,031 (10.10.2002 р.) при середньому значенні 0,0036 мг/дм3 (2 к. я.). За фазами водного режиму найвище забруднення води Гуйви нікелем було восени (0,0057 мг/дм3, 4 к. я.), найнижчим – у літню межень (0,0019 мг/дм3, 2 к. я., табл. 6). За середніми значеннями концентрації нікелю, воду у 1997-2000, 2001-2015 рр. – відносили до 2 к. я. (табл. 7).
Марганець. Уміст марганцю у воді Гуйви змінювався від 0 (24.05.1968 р., 20.09.1971 р.) до 0,125 (10.09.1969 р.) при середньому значенні 0,0331 мг/дм3 (3 к. я.). Лише 8,0 % проб води мали уміст марганцю нижчий за ГДК для водойм рибогосподарського призначення (0,01 мг/дм3), а 21,3 % проб – вищий за ГДК для води питного призначення [18]. За усіма фазами водного режиму та всіма коротшими періодами досліджень вода річки Гуйва належала до 3 к. я. 
Значно рідше досліджували воду Гуйви на уміст свинцю та кадмію. Уміст свинцю у воді змінювався від 0 (25.03.2003 р.) до 0,029 (8.11.2014 р.) при середньому значенні 0,0137 мг/дм3 (5 к.я.). 
Концентрація кадмію коливалася від 0 (25.03.2003 р.) до 0,003 (25.03.2014 р.) при середньому значенні 0,0014 мг/дм3 (5 к.я.).
Концентрація шестивалентного хрому змінювалася від 0 (10.10.1998 р.) до 0,017 (6.04.2006 р.) при середньоарифметичному значенні 0,005 мг/дм3. 95 % проб води річки мали концентрацію хрому шестивалентного вищу за ГДК для водойм рибогосподарського призначення (0,001 мг/дм3). Загалом забруднення води Гуйви хромом шестивалентним є характерним і високим.
Розрахунок  індексу забруднення води (ІЗВ) проводиться за обмеженим числом інгредієнтів. Визначається середньоарифметичне значення результатів хімічних аналізів по кожному з таких показників: азот амонійний, азот нітритний, нафтопродукти, феноли,  розчинений кисень, біохімічне споживання кисню. Знайдене середньоарифметичне значення кожного з показників порівнюється з гранично допустимими концентраціями. При цьому у випадку розчиненого кисню величина гранично допустимої концентрації поділяється на знайдене середньоарифметичне значення концентрації кисню, тоді як для інших показників це робиться навпаки. 
В окремих пробах води р. Гуйва ІЗВ змінювався від 0,40 (6.08.2002 р.) до 13,28 (18.03.2009 р.), при середньоарифметичному значенні – 2,61 (4 категорія якості, табл. 8).
Загальна оцінка води Гуйви за всією множиною екологічних показників (за так званою функцією міри R, табл. 3.10) свідчить, що вода у 1967-2016 рр. належала до 4 категорії – задовільної  якості.
Таблиця 8. Загальне оцінювання якості води р. Гуйва за всією множиною екологічних показників
| Категорії якості води | Кількість показників категорії та загальна оцінка якості води | Кількість показників категорії та загальна оцінка якості води | Кількість показників категорії та загальна оцінка якості води | Кількість показників категорії та загальна оцінка якості води | Кількість показників категорії та загальна оцінка якості води |
| Категорії якості води | 1967-70                                                       | 1971-77                                                       | 1997-99                                                       | 2001-10                                                       | 2011-15                                                       |
| 1                     | 5                                                             | 5                                                             | 2                                                             | 3                                                             | 1                                                             |
| 2                     | 1                                                             | 1                                                             | 2                                                             | 2                                                             | 6                                                             |
| 3                     | 6                                                             | 4                                                             | 8                                                             | 8                                                             | 5                                                             |
| 4                     | 0                                                             | 4                                                             | 3                                                             | 5                                                             | 5                                                             |
| 5                     | 4                                                             | 5                                                             | 5                                                             | 2                                                             | 3                                                             |
| 6                     | 3                                                             | 1                                                             | 2                                                             | 3                                                             | 2                                                             |
| 7                     | 2                                                             | 1                                                             | 1                                                             | 1                                                             | 1                                                             |
| Загальна оцінка R     | 77/21=3,67                                                    | 73/21=3,48                                                    | 86/23 = 3,74                                                  | 86/23=3,74                                                    | 83/23=3,57                                                    |
| Категорія якості      | 4                                                             | 4                                                             | 4                                                             | 4                                                             | 4                                                             |

З приведеної таблиці 8 видно, що кількість показників відмінної якості води річки з роками зменшується, натомість зростає кількість показників, що характеризують забруднення.
За більшістю методів іригаційної оцінки та умістом токсичних гіпотетичних солей вода р. Гуйва – м. Житомир є придатною для зрошення усіх типів ґрунтів і не вимагає поліпшення хімічного складу перед поливом.
Вода річки дуже сильно забруднена нітритним азотом, брудна – слабо забруднена азотом аміаку, фосфатами, фенолами, органічними речовинами, брудна за прозорістю, слабо забруднена за нафтопродуктами, міддю, залізом, свинцем, кадмієм.

## Притоки
- Закіянка, Гульва, Лебединець, Безіменна, Безіменна, Безіменна (праві).
- Сингаївка, Пустоха, Боярка, Коденка (ліві).

На Гуйві розташовані селище  Андрушівка.. 

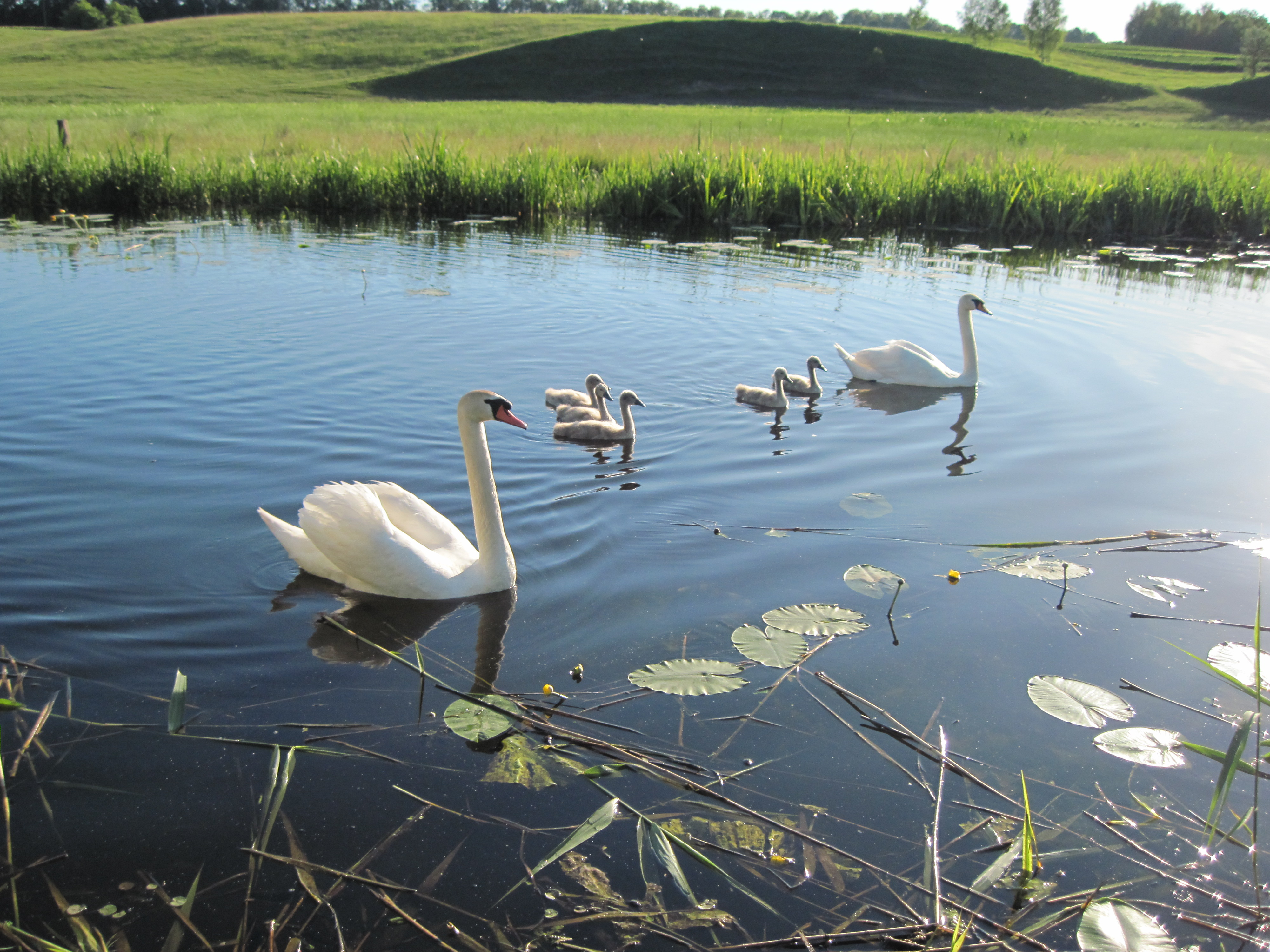
Сімейство білих лебедів на річці Гуйва

## Примітка
1. ↑  Мапа Шуберта // аркуш 23-7-2. Архів оригіналу за 1 грудня 2017.